# Giovanni Battista Verger
Pour les articles homonymes, voir Verger (homonymie).
Giovanni Battista Verger (né en 1796 à Rome, mort après 1844) est un ténor italien.

## Biographie
Verger étudie le chant dans sa ville natale avant de faire ses débuts au Royal Opera House de La Valette en 1817. Il retourne en Italie en 1819 pour chanter au Teatro San Samuele de Venise dans le rôle de Carlo lors de la première de Il falegname di Livonia de Gaetano Donizetti. Il connaît un énorme succès des années 1820 et 1830 dans des rôles tant dans le répertoire lyrique et dramatique que dans celui de l'opéra-comique. Verger est engagé à La Scala de 1824 à 1826. Il crée de nombreux rôles d'opéras de Donizetti.
La carrière scénique de Verger commence à ralentir au milieu des années 1830 alors qu'il s'implique davantage dans le travail d'impresario. Il est particulièrement actif dans l'organisation de représentations d'opéra à Barcelone au Teatre Principal. Sa dernière représentation scénique connue a lieu dans cette maison en 1844 dans le rôle titre de la première d’Ernesto, duca di Sicilia de Josep Piqué i Cerveró.
La deuxième épouse de Verger est la soprano Amalia Brambilla (1811-1880), issue d'une célèbre famille italienne de chanteurs d'opéra. De ce mariage sont nés plusieurs enfants, dont le baryton Napoleone Verger et la mezzo-soprano Maria Verger, qui auront tous deux une carrière scénique importante. Il passe sa retraite à Palerme.

## Création de rôles
- Carlo Scavronski dans Il falegname di Livonia de Donizetti (26 décembre 1819, Venise)
- Enrico dans Isabella ed Enrico de Pacini (12 juin 1824, Milan)
- Ruggiero dans Il sonnambulo de Carafa (13 novembre 1824, Milan)
- Capellio dans Giulietta e Romeo de Nicola Vaccai (31 octobre 1825, Milan)
- Monsieur Le Bross dans Olivo e Pasquale de Donizetti (7 janvier 1827, Rome)
- Seide dans Alina, regina di Golconda de Donizetti (12 mai 1828, Gênes)
- Enrico II dans Rosmonda d'Inghilterra de Coccia (28 février 1829, Venise)
- Odone dans I normanni a Parigi de Mercadante (7 février 1832, Turin)